# Superammasso dell'Aquario-Capricorno
Il Superammasso dell'Aquario-Capricorno (SCl 189) è un superammasso di galassie situato nelle omonime costellazioni alla distanza di 342 milioni di parsec dalla Terra (oltre 1,1 miliardi di anni luce), posizionato alle spalle del Superammasso dell'Aquario A (SCl 210).
Si stima una lunghezza di circa 54 milioni di parsec.
È formato dagli ammassi di galassie Abell 2370, Abell 2378, Abell 2394 e Abell 2412.